# Ciclismo nos Jogos Olímpicos de Verão de 1956
O ciclismo nos Jogos Olímpicos de Verão de 1956 foi realizado em Melbourne, na Austrália, com dois eventos de estrada e quatro de pista, todos masculinos.

## Eventos do ciclismo
Masculino: Estrada individual | Equipes contra o relógio | 1 km contra o relógio | Velocidade | Tandem | Perseguição por equipes

## Estrada individual masculino
| Pos. | País               | Atletas        | Tempo   |
| ---- | ------------------ | -------------- | ------- |
|      | Itália (ITA)       | Ercole Baldini | 5:21:17 |
|      | França (FRA)       | Arnaud Geyre   | 5:23:16 |
|      | Grã-Bretanha (GBR) | Alan Jackson   | 5:23:16 |

## Equipes contra o relógio masculino
| Pos. | País                     | Atletas                                          | Pontos |
| ---- | ------------------------ | ------------------------------------------------ | ------ |
|      | França (FRA)             | Arnaud Geyre Maurice Moucheraud Michel Vermeulin | 22     |
|      | Grã-Bretanha (GBR)       | Arthur Brittain William Holmes Alan Jackson      | 23     |
|      | Equipe Alemã Unida (EUA) | Reinhold Pommer Gustav-Adolf Schur Horst Tüller  | 27     |

## 1 km contra o relógio masculino
| Pos. | País                 | Atletas         | Tempo       |
| ---- | -------------------- | --------------- | ----------- |
|      | Itália (ITA)         | Leandro Faggin  | 1:09.8 (RO) |
|      | Checoslováquia (TCH) | Ladislav Foucek | 1:11.4      |
|      | África do Sul (RSA)  | Alfred Swift    | 1:11.6      |

## Velocidade individual masculino
| Pos. | País            | Atletas           | Tempo |
| ---- | --------------- | ----------------- | ----- |
|      | França (FRA)    | Michel Rousseau   | 11.4  |
|      | Itália (ITA)    | Guglielmo Pesenti | -     |
|      | Austrália (AUS) | Richard Ploog     | -     |

## Tandem masculino
| Pos. | País                 | Atletas                        |
| ---- | -------------------- | ------------------------------ |
|      | Austrália (AUS)      | Joey Browne Tony Marchant      |
|      | Checoslováquia (TCH) | Ladislav Foucek Václav Machek  |
|      | Itália (ITA)         | Giuseppe Ogna Cesare Pinarello |

## Perseguição por equipes masculino
| Pos. | País               | Atletas                                                               | Tempo       |
| ---- | ------------------ | --------------------------------------------------------------------- | ----------- |
|      | Itália (ITA)       | Valentino Gasparella Antonio Domenicali Leandro Faggin Franco Gandini | 4:37.4 (RO) |
|      | França (FRA)       | Michel Vermeulin René Bianchi Jean Graczyk Jean-Claude Lecante        | 4:39.4      |
|      | Grã-Bretanha (GBR) | Thomas Simpson Donald Burgess Michael Gambrill John Geddes            | 4:43.8      |

## Quadro de medalhas do ciclismo
| Ordem | País                   | Medalha de ouro | Medalha de prata | Medalha de bronze | Total |
| ----- | ---------------------- | --------------- | ---------------- | ----------------- | ----- |
| 1     | ITA Itália             | 3               | 1                | 1                 | 5     |
| 2     | FRA França             | 2               | 2                | 0                 | 4     |
| 3     | AUS Austrália          | 1               | 0                | 1                 | 2     |
| 4     | TCH Checoslováquia     | 0               | 2                | 0                 | 2     |
| 5     | GBR Grã-Bretanha       | 0               | 1                | 2                 | 3     |
| 6     | RSA África do Sul      | 0               | 0                | 1                 | 1     |
| 6     | EUA Equipe Alemã Unida | 0               | 0                | 1                 | 1     |